# 巴利罗斯
巴利罗斯（法語：Baliros，法語發音：[baliʁɔs]）是法国大西洋比利牛斯省的一个市镇，位于该省东部，属于波城区。

## 地理
巴利罗斯（43°13'40"N, 0°18'22"W）面积3.64 平方千米，位于法国新阿基坦大区大西洋比利牛斯省，该省份为法国东南部省份，涵盖了贝阿恩与北巴斯克，西临大西洋比斯開灣，北至朗德省，东北接热尔省，东临上比利牛斯省，南与西班牙接壤。
与巴利罗斯接壤的市镇（或旧市镇、城区）包括：阿萨特、博尔德、纳尔卡斯泰特、帕尔迪斯皮耶塔特、博斯达罗斯。
巴利罗斯的时区为UTC+01:00、UTC+02:00（夏令时）。

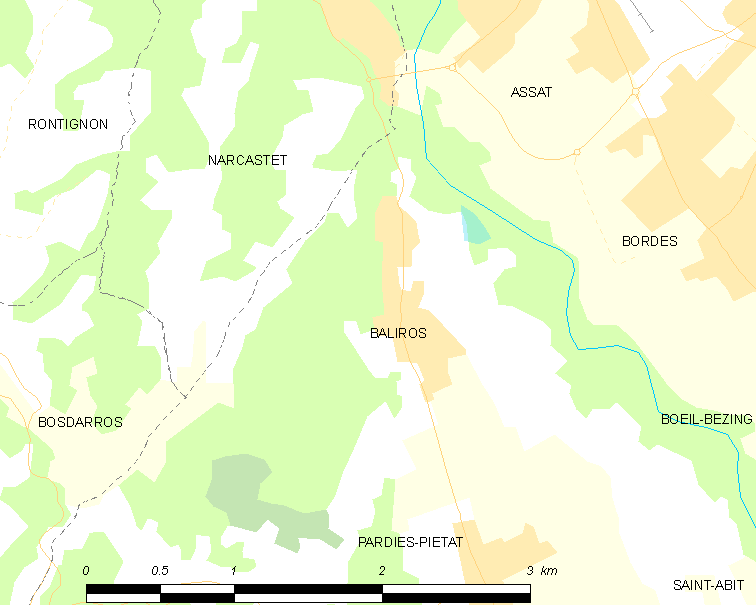
巴利罗斯的OSM定位图

## 行政
巴利罗斯的邮政编码为64510，INSEE市镇编码为64091。

## 政治
巴利罗斯所属的省级选区为乌佐姆河、激流与内兹河岸县。

## 人口

1962-2008年间巴利罗斯人口变化图示

巴利罗斯于2022年1月1日时的人口数量为504人。